# Націонал-соціалістичний авіаційний корпус

Штурмовий прапор НСФК

Націонал-соціалістичний авіаційний корпус або НСФК (нім. Nationalsozialistisches Fliegerkorps, NSFK) — напіввійськова організація, що існувала в нацистській Німеччині в 1937—1945 роках.

## Історія створення
Виникла як правонаступник Німецького повітряно-спортивного союзу (нім. Deutscher Luftsportverband), що існував з 1933 по 17 квітня 1937 року, коли був офіційно заснований НСФК.
Аж до розпуску в 1945 році НСФК був самостійною організацією, формально не входив до складу НСДАП; він підпорядковувався імперському міністру авіації Герману Герінгу, але водночас «користувався всілякою підтримкою з боку партії». Членом НСФК міг стати німець (переважне право на вступ до НСФК мали члени гітлер'югенду) арійського походження (до прадіда та прабабки включно), визнаний гідним до вступу до НСДАП, який не має стягнень і має хорошу фізичну підготовку, а також звільнені з люфтваффе в запас, рейхсдойче, які отримали підготовку пілота, спостерігача, пілота аеростата або повітроплавання.
Член НСФК не мав права одночасно перебувати на службі в СА, СС чи НСКК, причому служба в НСФК вважалася кращою перед іншими видами служби. Ліцензії пілотів НСФК не визнавалися в Люфтваффе, так що пілоти НСФК при переході в Люфтваффе повинні були складати додаткові іспити. Проте НСФК забезпечував масову підготовку льотного складу; багато льотчиків спочатку проходили повітряну підготовку до НСФК, куди вони переходили з гітлер'югенду .
Крім початкової підготовки льотного складу, у роки Другої світової війни НСФК виконував функції протиповітряної оборони.

## Центральний апарат
На чолі НСФК перебував корпсфюрер НСФК — командир корпусу (нім. Korpsführer), при якому перебували ад'ютанти та чини для особливих доручень; найближчим помічником та заступником корпсфюрера був начальник штабу НСФК. Центральний апарат управління НСФК мав таку структуру:
- 1. Адміністративно-господарське управління (Wirtschafts-Verwaltungshauptamt), яке поділялося на відділи: WVA 1 — бюджет та організація; WVA 2 — контрольно-ревізійний; WVA 3 — каса та звітність; WVA 4 — платня та накладні витрати; WVA 5 — квартирне забезпечення; WVA 6 — страхування; WVA 7 — обмундирування, обладнання, постачання; WVA 8 — будівництво; WVA 9 — служба постачання.
- 2. Центральний відділ (Zentralabteilung), що ділився на підвідділи: I — Планеризм; II — авіамоделювання; III — техніка; IV — польоти та аеростатний спорт; V — військово-спортивне та світоглядне навчання; VI — кадри; VII — друк та пропаганда; VIII — санітарна служба; IX — правові питання.
- 3. Школа командного складу NSFK (Кассель).

### Корпсфюрери
- генерал авіації Фрідріх Крістіансен (17.4.1937-26.6.1943)
- генерал-полковник Люфтваффе Альфред Келлер (26.6.1943-8.5.1945).

## Територіальний поділ
НСФК складався з 17 груп НСФК — така структура орієнтувалася на структуру військових округів, а не систему «гау», передбачену в НСДАП.
- 1-а група «Остланд» (Ostland) — Кенігсберг (Східна Пруссія та Данциг): Евальд Опперман
- 2-а група «Північ» (Nord) — Штеттін (Мекленбург, Померанія): Фрідріх Фродін
- 3-я група «Північно-Захід» (Nordwest) — Гамбург (Гамбург, Шлезвіг-Гольштейн, Везер-Емс, Ганновер): Вернер Цан
- 4-а група «Берлін-Бранденбург» (Berlin-Brandenburg) — Берлін (Берлін, Курмарк): Карл Зауке
- 5-а група «Варта» (Wartheland) — Позен (Західна Пруссія, Варта): Кублітц
- 6-а група «Сілезія» (Schlesien) — Бреслау (Сілезія): Фрідріх Георг Брінкман
- 7-а група «Ельба-Заале» (Elbe-Saale) — Дрезден (Саксонія, Галле-Мерсебург): Вольф фон Ведельштед; Отто Циммерман
- 8-а група «Центр» (Mitte) — Веймар (Тюрингія, Кургессен): Едуард Ріттер фон Шлейх, Ельмар фон Ешвеге
- 9-а група «Везер-Ельба» (Weser-Elbe) — Ганновер (Магдебург, Ангальт, Південний Ганновер — Брауншвейг): Отто Зоммер; Ервін Кратц
- 10-а група «Вестфалія» (Westfalen) — Дортмунд (Північна та Південна Вестфалія): Генріх Зілер
- 11-а група «Гессен — Західна марка» (Hesse-Westmark) — Франкфурт-на-Майні (Кобленц-Трір, Гессен-Нассау): Отто фон Молітор
- 12-а група «Нижній Рейн» (Niederrhein) — Ессен (Ессен, Дюссельдорф, Кельн-Ахен): Вальтер Годт
- 13-а група «Середній Дунай» (Main-Donau) — Нюрнберг (Франконія, Баварський Остмарк): Карл Кронейсс
- 14-а група «Хохланд» (Hochland) — Мюнхен (Мюнхен — Верхня Баварія, Швабія): Карл Браун
- 15-а група «Швабія» (Schwaben) — Штутгарт (Вюртемберг-Гогенцоллерн): Фрідріх Вільгельм Ербахер
- 16-а група «Південний Захід» (Suedwest) — Страсбург (Саар-Пфальц, Баден, Ельзас, Лотарингія): Фердинанд фон Хіддессен
- 17-а група «Австрія» (Ostmark) — Відень (Австрія): Альфред Крюгер

Уніформа НСФК повністю збігалася з формою СА, були лише невеликі особливості на відзнаках.

## Звання та відзнаки

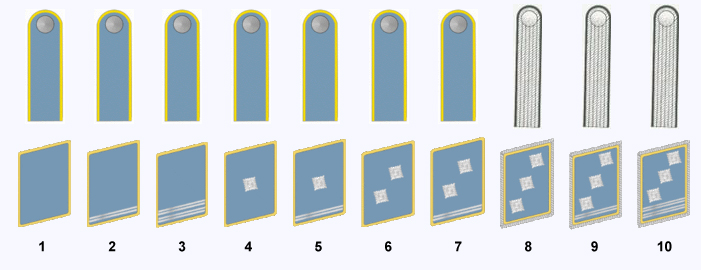
Манн НСФК (1), Штурмманн НСФК (2), Роттенфюрер НСФК (3), Шарфюрер НСФК (4), Обершарфюрер НСФК (5), Труппфюрер НСФК (6), Обертруппфюрер НСФК (7), 8ш (9), Гауптштурмфюрер НСФК (10)

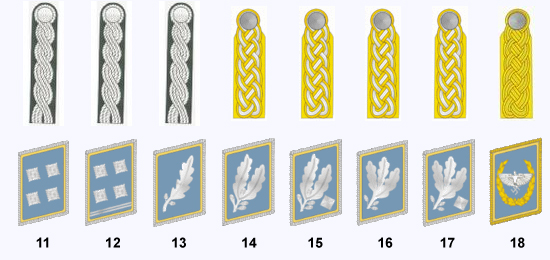
Штурмбаннфюрер НСФК (11), Оберштурмбаннфюрер НСФК (12), Штандартенфюрер НСФК (13), Оберфюрер НСФК (14), Бригадефюрер НСФК (15), Группефюрер НСФК (16), Оберфюрер НСФК (16)

## Зображення

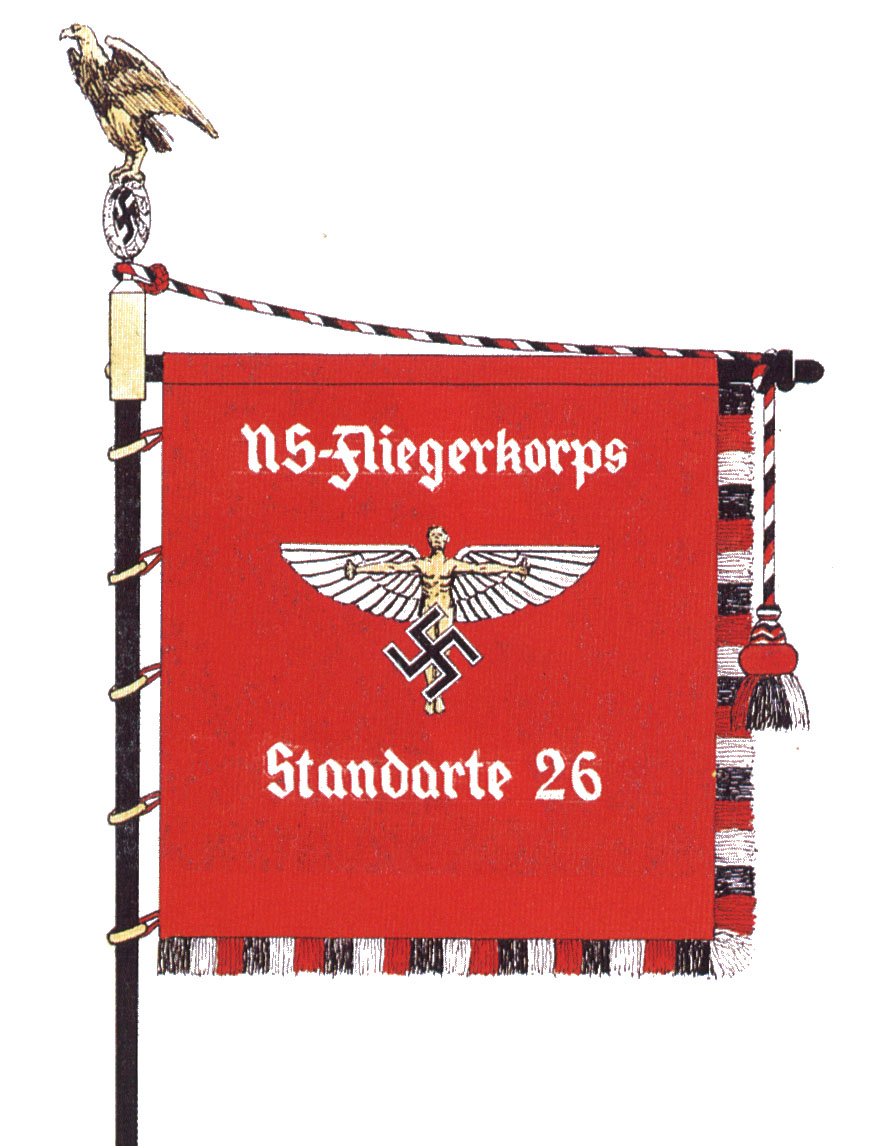
Штандарт із символом НСФК
Автомобільний вимпел Штурмфюрера НСФК
Штандарт Штандартенфюрера НСФК
Штандарт Группенфюрера НСФК
Штандарт Штабсфюрера НСФК
Штандарт Корпсфюрера НСФК
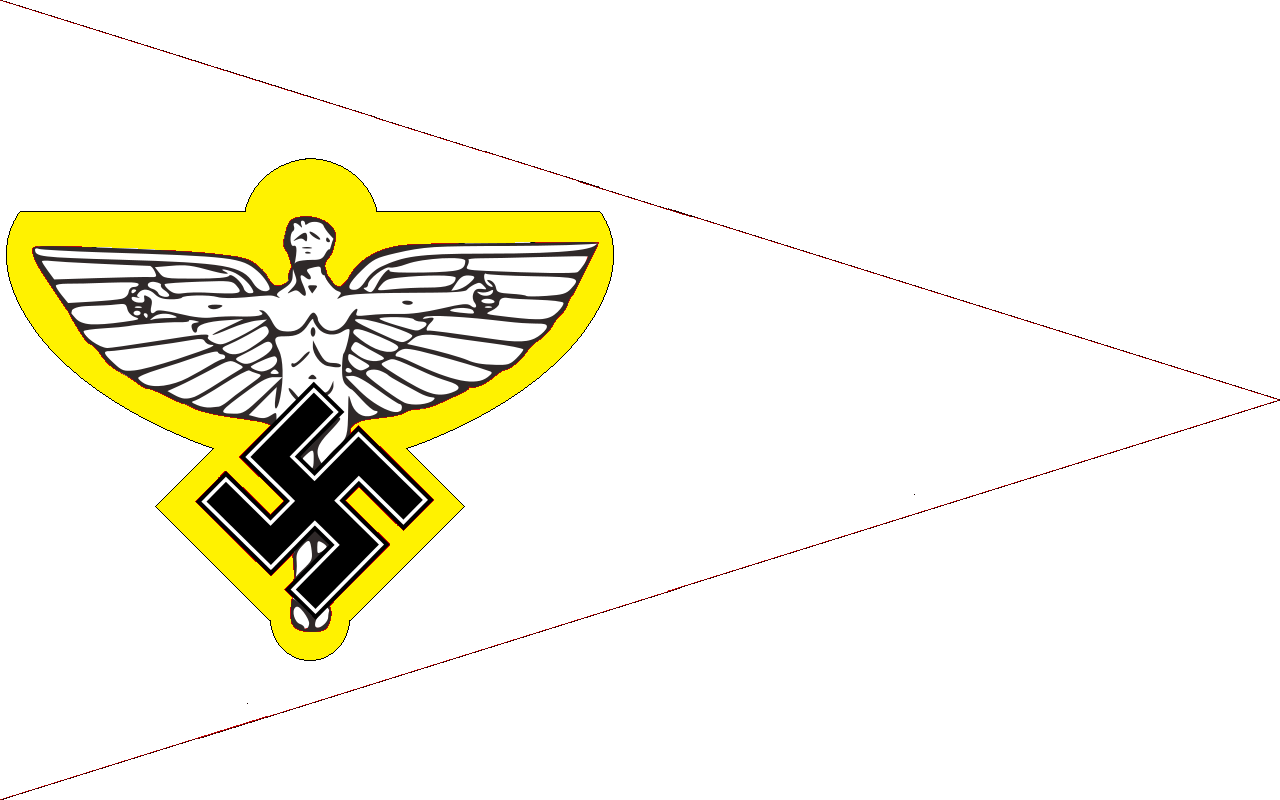
Білий вимпел транспортного засобу НСФК
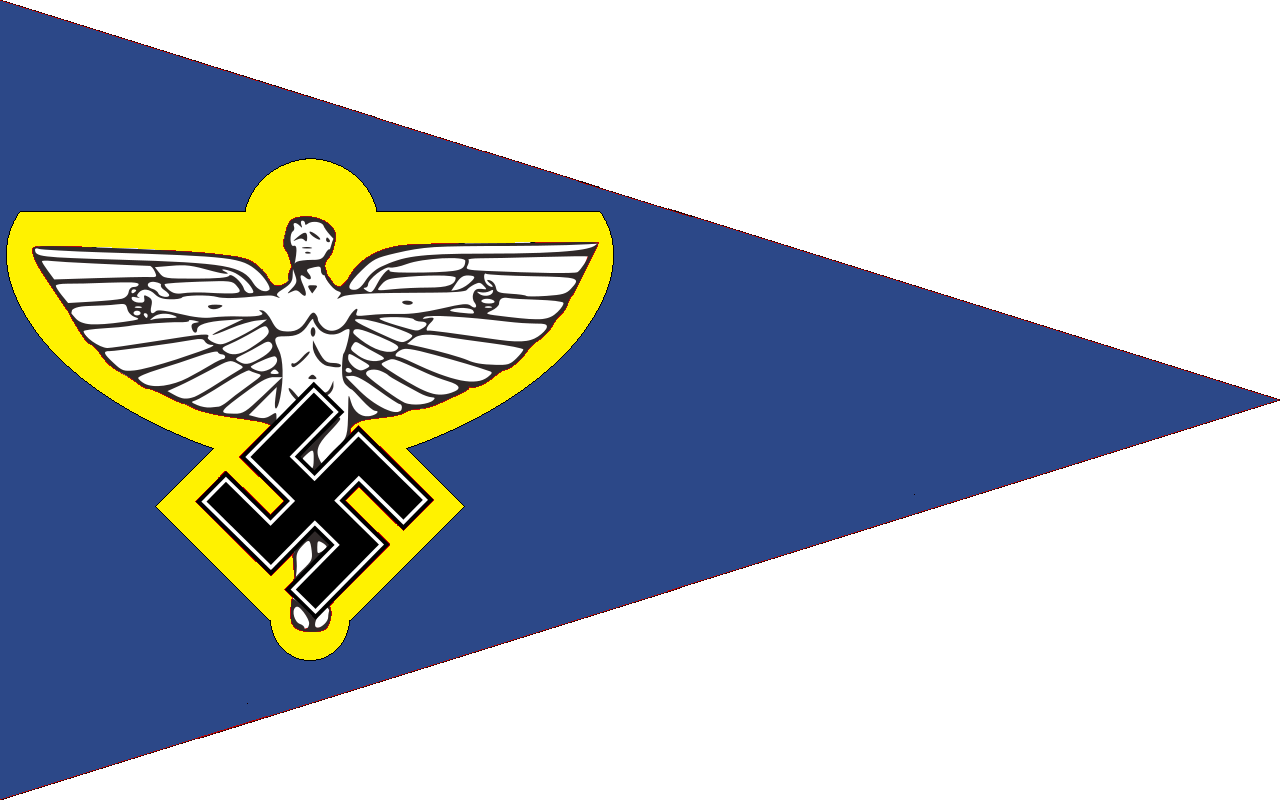
Синій вимпел транспортного засобу НСФК
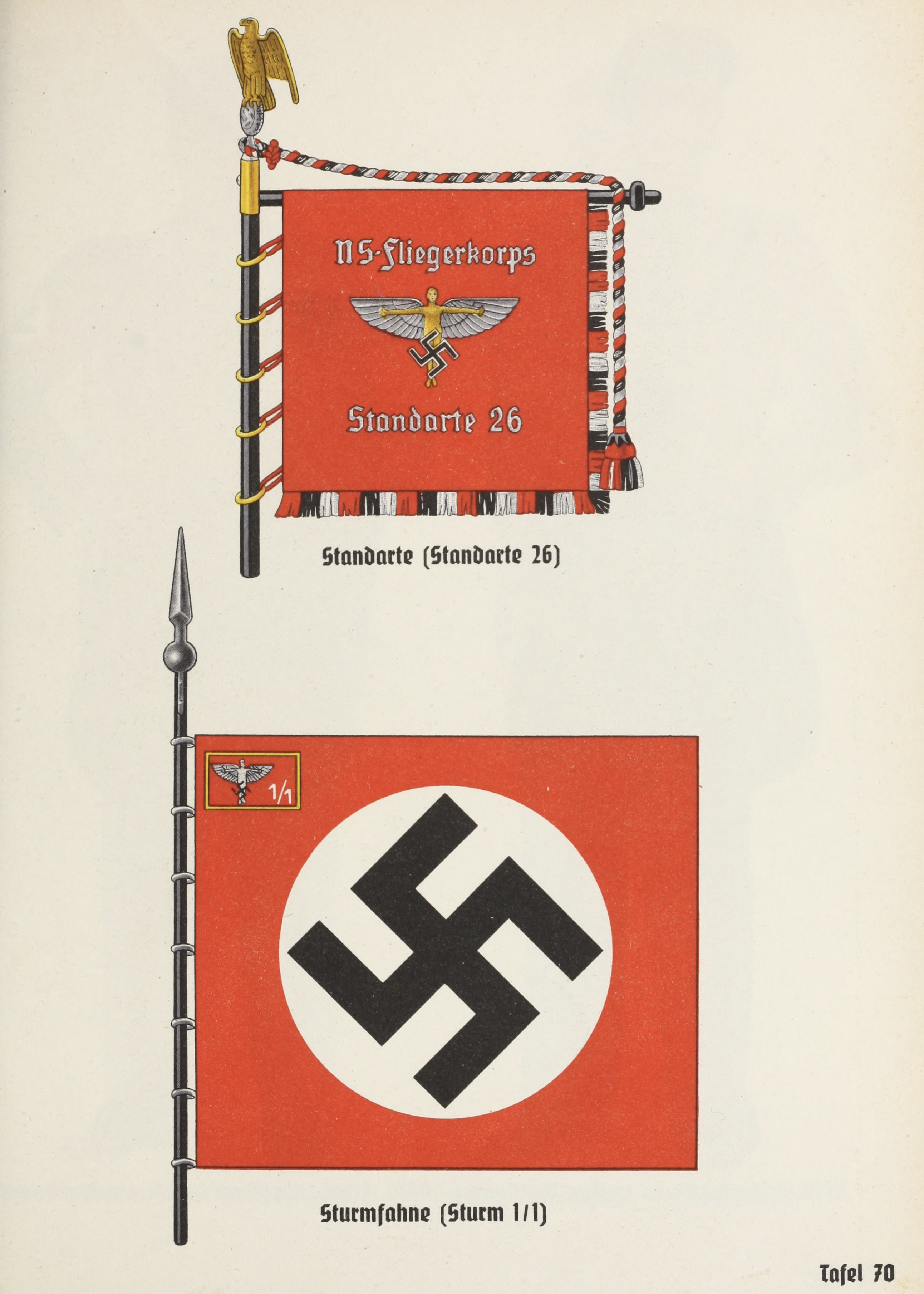
Ілюстрація з організаційної книги НСДАП 1943
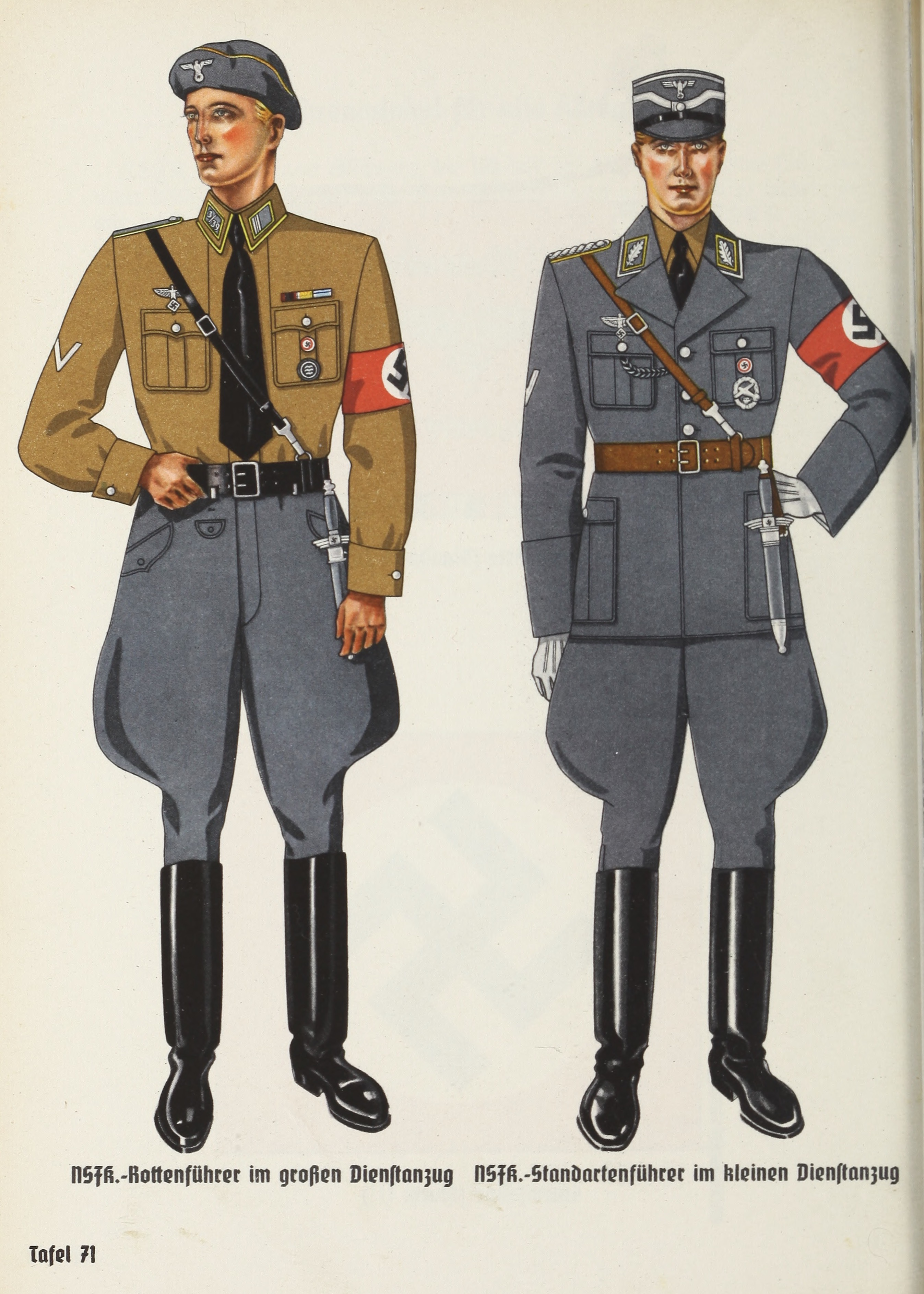
Ілюстрація з організаційної книги НСДАП 1943
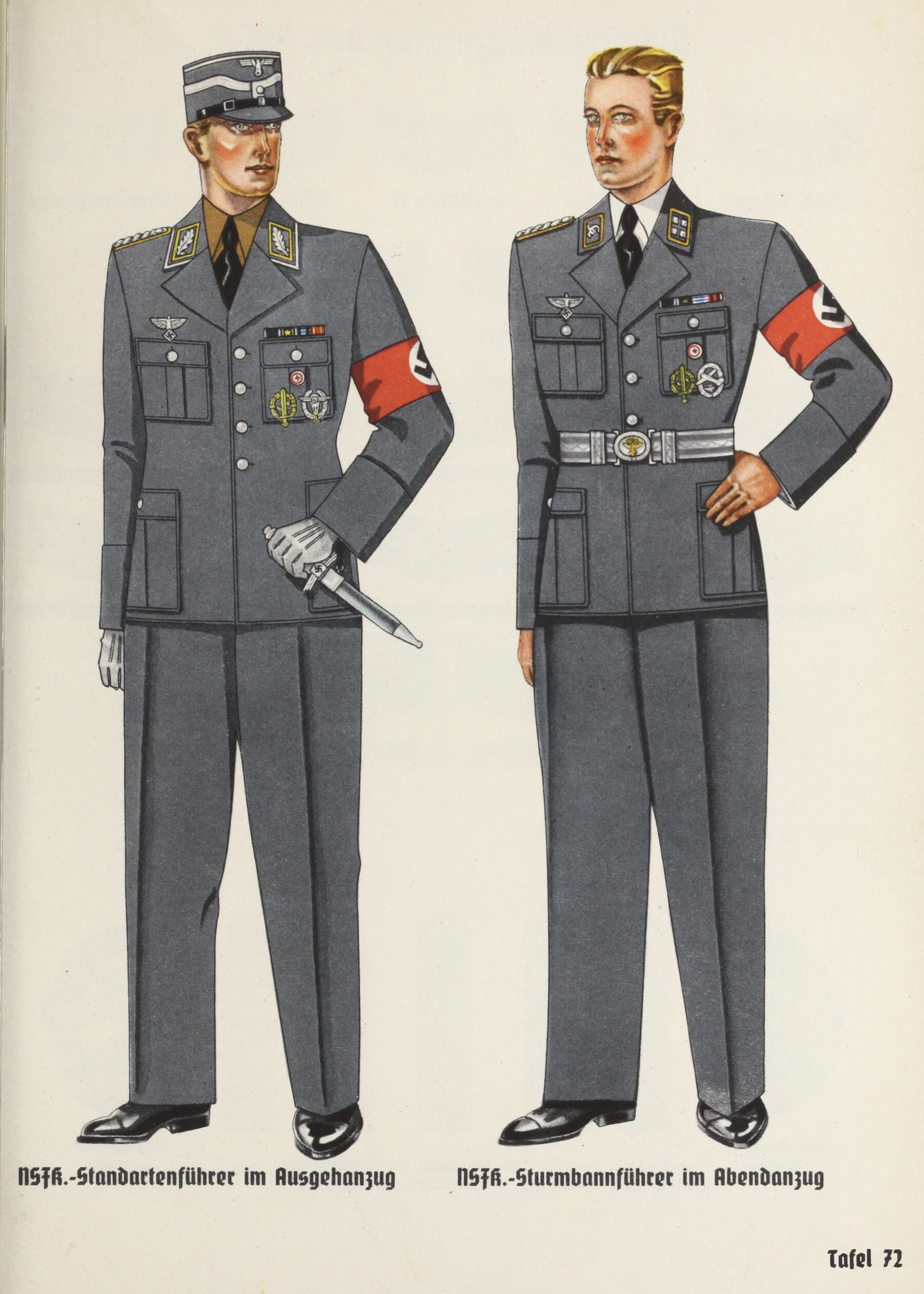
Ілюстрація з організаційної книги НСДАП 1943
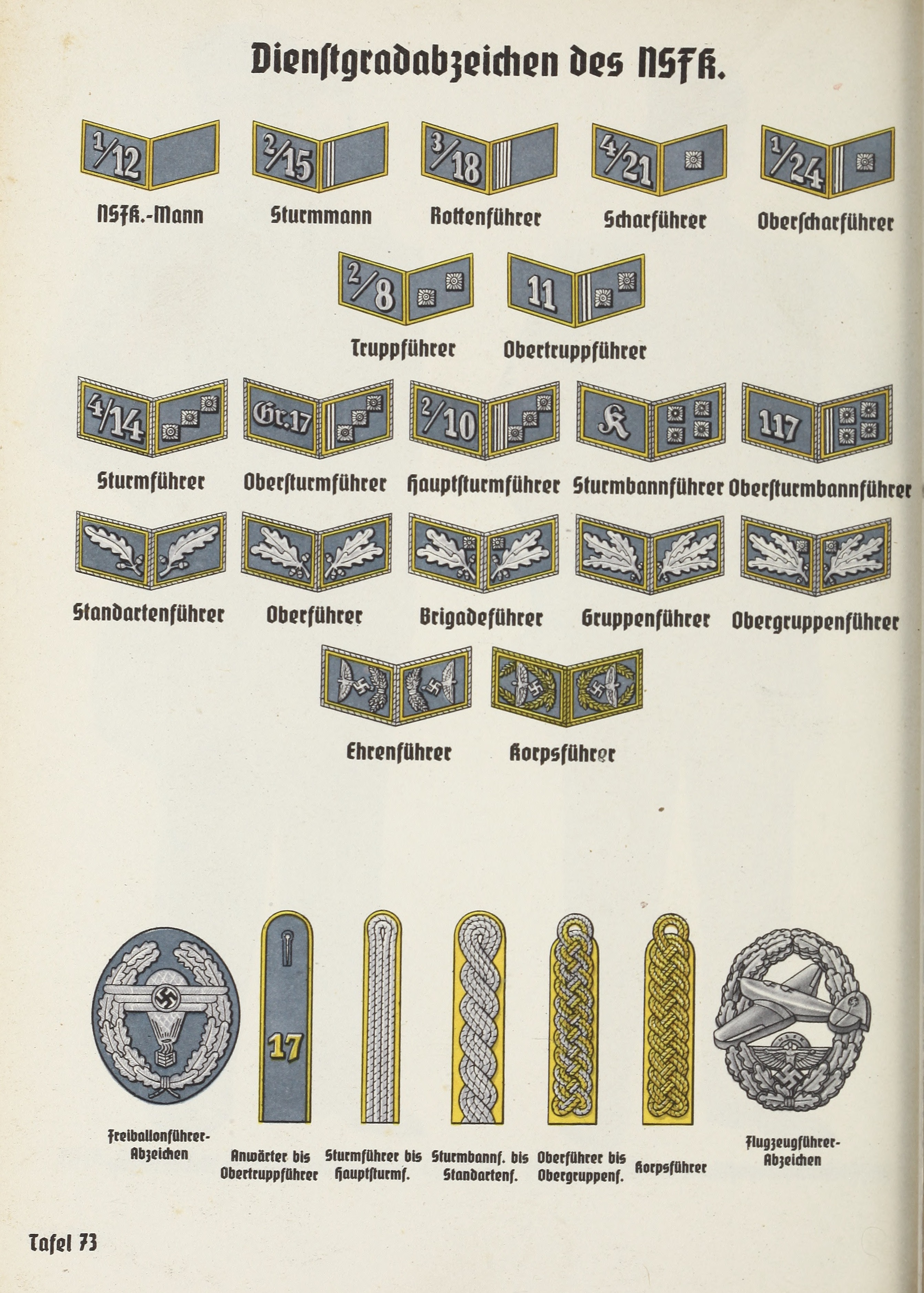
Ілюстрація із організаційної книги НСДАП 1943